# Sadowoje (Kaliningrad, Krasnosnamensk)
Sadowoje (russisch Садовое, 1947 bis 2020 offiziell Sadowo, deutsch Groß Kackschen, 1938 bis 1945 Birkenhain (Ostpr.), litauisch Didieji Kakšiai) ist ein Ort in der russischen Oblast Kaliningrad. Er gehört zur kommunalen Selbstverwaltungseinheit Munizipalkreis Krasnosnamensk im Rajon Krasnosnamensk.

## Geographische Lage
Sadowoje liegt unweit der Regionalstraße 27A-025 (ex R508) südlich von Alexejewka (Klein Kackschen/Kleinbirkenhain) und ist von Sowetsk (Tilsit) 31 Kilometer und von Krasnosnamensk (Lasdehnen/Haselberg) 19 Kilometer entfernt. Eine Bahnanbindung gibt es nicht.

## Geschichte
Eine erste Aufzeichnung über den Ort Groß Kackschen liegt aus dem Jahre 1628 vor. Die Besiedlung des Ortes im 17. Jahrhundert war nicht einheitlich und wohl auch nicht gleichzeitig. Im Jahr 1785 wurde Groß Kackschen war königliches Bauerndorf mit 20 Feuerstellen. 1874 wurde der Amtsbezirk Kackschen errichtet, der bis zum 15. Oktober 1909 bestand und zum Kreis Ragnit gehörte. Ab 1909 war die Landgemeinde Groß Kackschen ein Teil des neugebildeten Amtsbezirks Wedereitischken und gehörte mit diesem bis 1922 zum Kreis Ragnit, danach bis 1945 zum (Land)kreis Tilsit-Ragnit. 1938 wurde Groß Kackschen in „Birkenhain (Ostpr.)“ umbenannt.
In Folge des Zweiten Weltkrieges kam das Dorf 1945 mit dem nördlichen Ostpreußen zur Sowjetunion. Im Jahr 1947 erhielt der Ort die russische Bezeichnung Sadowo und wurde gleichzeitig dem Dorfsowjet Timofejewski selski Sowet im Rajon Krasnosnamensk zugeordnet. Von 2008 bis 2015 gehörte Sadowo zur Landgemeinde Alexejewskoje selskoje posselenije. Nach deren Auflösung gehörte der Ort seit 2016 zum Stadtkreis Krasnosnamensk. 2020 wurde Sadowo in Sadowoje umbenannt. Seit 2022 gehört der Ort zum Munizipalkreis Krasnosnamensk.

### Amtsbezirk Kackschen (1874–1909)
Zwischen 1874 und 1909 bestand der Amtsbezirk Kackschen, bestehend aus 13 Landgemeinden und einem Torfmoor.:
| Ortsname                  |
| ------------------------- |
| Alt Eggleningken          |
| Augskallen                |
| Bejehnen                  |
| Groß Kackschen            |
| Groß Puskeppeln           |
| Groß Schillehlischken     |
| Klein Kackschen           |
| Klein Schillehlischken    |
| Köllmisch Kackschen       |
| Königshuld II             |
| Neu Eggleningken          |
| Pabuduppen                |
| Pötkallen                 |
| Kacksche-Balis (Torfmoor) |

Im Jahr 1909 wurden die Orte auf die Amtsbezirke Budwethen und Wedereitischken verteilt.

### Einwohnerentwicklung
| Jahr | Einwohner |                                                  |
| ---- | --------- | ------------------------------------------------ |
| 1867 | 263       |                                                  |
| 1871 | 281       |                                                  |
| 1885 | 431       | davon 87 Juden                                   |
| 1905 | 351       | davon 79 litauischsprachige und 31 zweisprachige |
| 1910 | 424       |                                                  |
| 1933 | 479       |                                                  |
| 1939 | 453       |                                                  |
| 1984 | ~ 180     |                                                  |
| 2002 | 253       |                                                  |
| 2010 | 288       |                                                  |
| 2021 | 271       |                                                  |

## Kirche
Die fast ausnahmslos evangelische Bevölkerung Groß Kackschens (Birkenhains) war vor 1945 in das Kirchspiel der Kirche Wedereitischken (der Ort hieß zwischen 1938 und 1946: Sandkirchen, heute russisch: Timofejewo) eingepfarrt. Sie war zuletzt Teil der Diözese Ragnit im Kirchenkreis Tilsit-Ragnit innerhalb der Kirchenprovinz Ostpreußen der Kirche der Altpreußischen Union. Heute liegt Sadowo im Einzugsbereich der neu entstandenen evangelisch-lutherischen Gemeinde in Sabrodino (Lesgewangminnen, 1938 bis 1946 Lesgewangen). Sie gehört zur Propstei Kaliningrad der Evangelisch-lutherischen Kirche Europäisches Russland.

## Schule
In Groß Kackschen bestand vor 1945 eine zweiklassige Volksschule. Letzter Hauptlehrer war der aus Groß Kackschen gebürtige Erich Milkereit.